# Campanularia antarctica
Campanularia antarctica is een hydroïdpoliep uit de familie Campanulariidae. De poliep komt uit het geslacht Campanularia. Campanularia antarctica werd in 1913 voor het eerst wetenschappelijk beschreven door Ritchie. 